# Midhat Mursi as-Sayyid Umar
Midhat Mursi as-Sayyid 'Umar (arabisch مدحت مرسي السيد عمر, DMG Midḥat Mursī as-Sayyid ʿUmar; * 29. April 1953 in Ägypten; † 28. Juli 2008 in Wasiristan, Pakistan; alias Abu Chabab al-Masri) war ein islamistischer Extremist und mutmaßliches Mitglied der Terrororganisation al-Qaida im Irak. As-Sayyid Umar war ein Sprengstoffexperte und Ausbilder für den Umgang mit Giften, der im Auftrag von al-Qaida arbeitete. Es wird vermutet, dass er zu den inneren Kreisen Osama bin Ladens gehörte.
As-Sayyid Umar wuchs im Norden Ägyptens auf und schloss 1975 an der Universität Alexandria sein Studium ab. Nach dem Attentat auf Präsident Anwar as-Sadat im Jahr 1981 verbrachte er als einer von hunderten mutmaßlichen Mitverschwörern einige Zeit im Gefängnis. In den späten 1980er Jahren ging er nach Afghanistan, um gegen die Sowjets zu kämpfen.
As-Sayyid Umar betrieb ein Ausbildungslager für Terroristen in Derunta. Dort soll er hunderte Mudschaheddin im praktischen Einsatz von Gift- und Sprengstoffen ausgebildet haben. Auch soll er dort das Projekt az-Zabadi (Sauermilch, curdled milk), ein Forschungsprogramm für chemische und biologische Waffen, betrieben haben. Seit 1999 sind Schulungshandbücher, die Rezepte für primitive chemische und biologische Waffen enthalten, durch ihn in Umlauf gebracht worden.
Bei einem von der CIA befohlenen Raketenangriff auf das Dorf Damadola im Nordwesten Pakistans im Januar 2006, wo sein Aufenthalt und derjenige von Aiman az-Zawahiri vermutet wurde, waren beide nicht zugegen. Es wurde vermutet, dass as-Sayyid Umar weiterhin al-Qaida-Terroristen und andere Extremisten ausbildete. Ein Kopfgeld in einer Höhe von 5 Millionen US-Dollar wurde von den USA auf ihn ausgesetzt.
Wie das Pentagon am 28. Juli 2008 bekannt gab, kam as-Sayyid Umar bei einem Raketenangriff ums Leben.